# دائرة الإحصاء المركزية الإسرائيلية
دائرة الإحصاء المركزية (بالعبرية: הלשכה המרכזית לסטטיסטיקה وتختصر למ"ס) هي وحدة حكومية في دولة إسرائيل تعمل في إطار مكتب رئيس الحكومة، هدفها جمع وتحليل المعلومات الاحصائية حول دولة إسرائيل، كمعلومات أساسية لصانعي القرار وكخدمة للمواطنين. الدائرة مستقلة بعملها وتتمتع بصدق عالٍ.
أسّست الدائرة بعد بضع شهور فقط من قيام دولة إسرائيل، كتابع لعمل دائرة الإحصائيات لحكومة التفويض ودائرة الإحصائيات للوكالة اليهودية.
أكثر الإحصائيات البارزة التي تعرضها الدائرة هي دليل الأسعار للمستهلكين، الذي يُنشر في الخامس عشر من كل شهر، ويعكس التغيير في أسعار المنتجات في الشهر الذي سبقه. هنالك جداول أسعار أخرى ومنها «جدول التثمين للبناء» و«جدول أسعار البيع بالجملة».
الإصدارات الرئيسية للدائرة هي:
- نشرة الإحصائيات الشهرية لدولة إسرائيل: نشرة شهرية فيها معلومات إحصائية بعدة مجالات: الأسعار، العمل والراتب، التجارة الخارجية، الصحة، الأسواق المالية والمزيد.
- نشرة إحصائيات سنوية لدولة إسرائيل: نشرة سنوية فيها معلومات إحصائية، جداول والمزيد.
- إحصائيات العمل والراتب: وتشمل نشرة شهرية للإحصائيات حول إحصائيات الرواتب ونشرة تصدر كل ثلاثة أشهر حول إحصائيات العمل.
- بيانات للجرائد اليومية التي تكتب آخر المعلومات التي تنشرها الدائرة بالتفصيل.

المكتب الرسمي للدائرة موجود في مدينة القدس، ويترأسها الخبير الإحصائي الحكومي (اليوم - بروفسور شلومو اسحاقي)، وهنالك فرع آخر يعمل في مدينة تل ابيب.

## وصلات خارجية
- الموقع الرسمي لدائرة الإحصاء المركزية بدولة إسرائيل نسخة محفوظة 4 فبراير 2012 على موقع واي باك مشين.